# 134329 Cycnos
134329 Cycnos este o planetă minoră (asteroid), cu un diametru de 17,695 km, din Asteroid troian al lui Jupiter. A fost descoperită pe 16 octombrie 1977 la Observatorul Palomar de Cornelis Johannes van Houten. 
Obiectul prezintă o orbită caracterizată de o semiaxă mare de 5,1810890988446 UAi, o excentricitate de 0,08, o înclinație de 17,4 ° în raport cu ecliptica.